# Hake (Beruf)
Ein Hake, auch Hoke, zuweilen Hok (Plural: Haken) war in Norddeutschland eine natürliche Person, die gewerbsmäßig Handelsgeschäfte tätigte (Geschäftsmann). Er erwarb bestimmte Handelswaren und verkaufte diese mit einer Handelsspanne weiter, um beim Verkauf einen Gewinn zu erzielen.
Haken waren spezialisierte Kaufleute, denen der Alleinhandel mit Butter, Heringen, Dorsch, Aal, Käse, Speck und anderen gesalzenen Waren, sowie mit Teer, Tran, Lichtern und Seife zustand. Sie unterschieden sich in der Spezialisierung auf bestimmte Handelswaren von den Krämern, denen beispielsweise der Verkauf von Kaffee, Zucker, Gewürz und Tabak in Paketen vorbehalten war. Die Zuständigkeit für andere Warensortimente (Hirse, Grütze, Eisen, Stahl, Salz, Tabak in Rollen) waren zwischen Haken und Krämern verhandelbar.
Haken konnten sich seit der Frühen Neuzeit in Hakenzünften oder Hakenämtern vereinigen. Derartige Vereinigung, an deren Spitze gewöhnlich Altermänner standen, hatten in norddeutschen Städten zuweilen bis zur Aufhebung der Zunftzwangs und der Einführung der Gewerbefreiheit im 19. Jahrhundert Bestand.